# José Domingo Domínguez
José Domingo Dominguez Used (que firma amb el nom de pila, José Domingo) és un dibuixant i guionista de còmics espanyol que va néixer a Saragossa, Aragó el 8 d'agost de 1982, establert a Galícia.

## Biografia i obra
Durant la seva infantesa, José Domingo va llegir còmics de Mortadel·lo i Filemó i de Spiderman. Quan tenia vuit anys la seva família es va mudar a Ferrol, ciutat en la qual es va veure immers en la febre de Bola de Drac.
Mentre estudiava a la Universitat de Salamanca també va conéixer el còmic franco-belga.

### Obra
Quan va acabar els seus estudis universitaris va anar a viure a La Corunya, a on va contactar amb el nou còmic gallec i va passar a formar part del col·lectiu Polagia. En aquesta època, mentre treballava com a dibuixant a Dygra, va coordinar la revista Barsowia en la que hi va publicar la seva sèria Euclides Mortem i Dolmen Editorial va publicar la seva primera obra llarga, Cuimhne: el fuego distante, guionitzada per Kike Benlloch. José Domingo abans havia publicat historietes curtes en diferents fanzines i revistes locals i nacionals com Dr. Panceta, Haima, Carne Líquida, Cthulhu i Petranca.
A finals de 2011 va publicar Aventuras de un oficinista japonés a Bang Ediciones amb la que va guanyar el premi a la millor obra nacional del Saló Internacional del Còmic de Barcelona de 2012 i el 2014 va ser nominat a la categoria internacional dels Premis Eisner. El 2013 Astiberri Ediciones li va editar l'obra de caràcter humorístic protagonitzada pel professor Domenikus, Conspiraciones. En aquesta obra, l'autor repassa totes les teories de la conspiració i els mites sobre la dominació mundial.
Va treballar a Dygra Films com a dissenyador de personatges i dibuixant de l'storyboard de la producció Holy Night! abans de ser un porofessional gràfic freelance.

## Obres
Les publicacions i números en les que ha participat com a autor firmant amb el nom de José Domingo són:
- 2002 - Haima, revista de còmics d'Ediciones Independientes/Haima Studios, números 0, 1 i 2.
- 2007 - !, quadern de còmics, número 0.
- 2008 - Carne líquida, quadern de còmics, número7.
- 2008 - Cuimhne. El fuego distante, llibre de còmics de Dolmen Editorial, número 1.
- 2009 - El Diós mofeta, quadern de còmics, número 1.
- 2009 - Certamen de cómic Injuve, catàleg del Ministerio de Trabajo y Asuntos Sociales d'Espanya, número 11.
- 2009 - O fanzine das xornadas, revista de còmics del col·lectiu Phanzynex, números 16, 17 i 19.
- 2009 - Cthulhu, revista de còmics de Diabolo Ediciones, números 5 i 9.
- 2009 - Teratos, llibre de còmics de Romano Comics, número 1.
- 2010 - Polaqia Sketschbook, publicació amb còmics del segell Colectivo Polaqia, número 3.
- 2010 - Retranca, revista de vinyetes de Retranca Editora, números 28, 29, 30, 31, 32 i 33.
- 2011 - Cthulhu, publicació digital de Diabolo Edicions/Esdecómic, número 5.
- 2011 - Los Reyes Elfos. Historias de Faerie, llibre de còmics de Dolmen Editorial, número 3 (Reyes elfos: Historia de Faerie III).
- 2011 - Revista Fiz, revista de còmics de Retranca Editora, número 1.
- 2011 - Usted está aquí, llibre de còmics de Dibbuks, número 3 (Sala d'espera del dentista)
- 2011 - Tbo4japan, publicació amb còmics de Dibbuks, número 1.
- 2011 - Aventuras de un oficinista japonés novel·la gràfica de Bang Edicions, número 1.
- 2012 - Compota de Manatí, quadern de còmics del segell Miñoco, número 0.
- 2013 - Conspiraciones, novel·la gràfica d'Astiberri Ediciones, número 1.
- 2013 - Panorama, publicació amb còmics d'Astiberri Ediciones, número 1.
- 2013 - Thermozero cómics, revista de còmics de l'Asociación Thermozero, número 5.
- Sense data - Barsowia, revista de còmics del Colectivo Polaqia.
- Sense data - Dr. Panceta, revista de còmics de l'Editorial Prometeo.

## Premis
- El 2008 va guanyar el primer premi de cartells GzCrea.[1]
- El 2010 va guanyar el primer premi de cómic Xuventude Crea amb l'obra Robot Gigante.[1]
- El 2012 va guanyar rel premi a la millor obra d'autor espanyol per Aventuras de un oficinista japonés.
- El 2014 fou nominat al Premi Eisner a la millor obra estrangera editada als Estats Units.